# Timmiarmiut
Timmiarmiut (o Timmiarmiit) è una isola della Groenlandia che si affaccia sull'Oceano Atlantico. È situata vicino al Fiordo di Timmiarmiut nella Costa di Re Federico VI; si trova nel comune di Sermersooq.